# ФК Алај
Алај (рус. Алай) je киргистански фудбалски клуб из Оша. Клуб је основан 1960. године. Игра у Првој лиги Киргистана. Шампион државе је први пут постао 2013. године.

## Историја
Клуб је основан 1960. године. Играо је ниже лиге у Совјетском Савезу. Није једнократно мењао своје име.

## Достигнућа
- Премијер лига Киргизије
  -  Шампион (1): 2013
  -  Треће место (4): 1992, 1993, 2008, 2012

- Куп Киргизије
  -  Шампион (2): 2013, 2020